# レディ・サヤドー

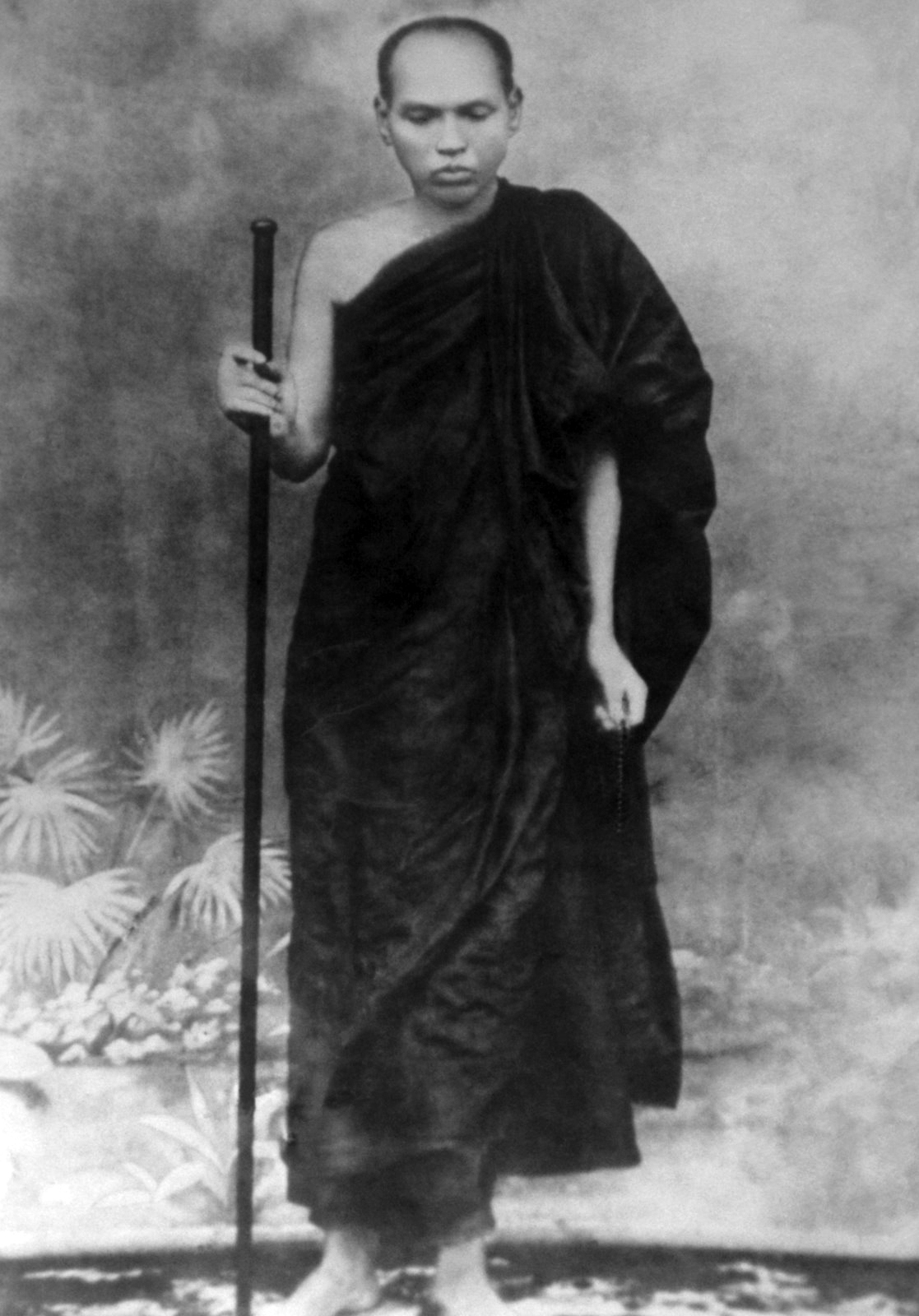
レディ・サヤドー

レディ・サヤドー（英: Ledi Sayadaw、1846年12月1日 - 1923年6月27日）は、ミャンマー出身の上座部仏教僧侶・学者・指導者。
なお、レディというのは、下述するように、彼がかつて指導を行っていたレディ僧院のことであり、サヤドーとは、ミャンマー仏教で一般的に用いられる「長老」を意味する尊称。すなわち、レディ・サヤドーという名は、レディ僧院の長老といった程度の意味の通称であり、彼の僧名そのものはニャーナダジャ（Ñāṇadhaja）である。
欧米に普及したウ・バ・キン、ゴエンカ式のヴィパッサナー瞑想の祖として知られる。

## 生涯
1846年、現在のモンユワ地区に生まれる。8歳から村の僧院で仏教・パーリ語経典を学び始め、15歳で見習い僧（沙弥）となる。18歳の時に当時の教育に満足できずに一時還俗するも、説得され仏門に戻る。20歳で正式に比丘となる。
その後、当時のコンバウン王朝の首都であったマンダレーに移り、1882年に36歳でモンユワ地区に帰るまで、研究・教育を行う。
モンユア地区に帰ってからも僧侶の指導・教育を続ける傍ら、安般念（ānāpāna-sati）と受（vedanā）への意識に立脚した、伝統的なヴィパッサナー瞑想の実践を始める。
1885年にイギリスがマンダレーを陥落させ、ティーボー王を追放、翌1886年に英領インドへと併合すると、彼はモンユワ北部のレディに移ってレディ僧院を作り、そこで指導・教育を行うようになる。彼のレディ・サヤドという名はこの僧院に因む。
その後そこで10年以上指導を行う傍ら、研究成果の執筆も行われ、1897年以降、数多くの著作が発表されていくことになる。在家のただの農夫でも理解できるものを書くことが彼のモットーであった。
その後、レディ僧院を拠点としながらも、ビルマ中を回ってパーリ聖典と瞑想の指導を行なっていったことで、彼の名声はビルマ中に轟くことになる。後に最も有名な在家ヴィパッサナー指導者となり、バ・キンの師ともなるテッ・ジが、彼の指導を受け始めたのもこの時期である。
1911年にはその評判がインド総督府にも届き、偉大な学者として称号を授与されたり、ラングーン大学から博士号を授与されるなどした。また、1913年から1917年にかけては、ロンドンに拠点を置くパーリ聖典協会（Pāli Text Society）との間でアビダンマ（論）にまつわる往復書簡が取り交わされ、機関誌に発表された。
晩年は照明環境が整っていない悪環境下での読書・執筆活動の無理がたたって視力が低下し、73歳にして盲目となる。その後は瞑想と瞑想指導に生涯を費やした。
1923年、77歳で他界。